# سيكو كييتا سوزا
سيكو كييتا سوزا (بالفرنسية: Sekou Keita) هو لاعب كرة قدم غيني في مركز الهجوم، ولد في 12 ديسمبر 1994 في كوناكري في غينيا. شارك مع منتخب غينيا لكرة القدم. أما مع النوادي، فقد لعب مع أتلتيكو مدريد ب وأتلتيكو مدريد ج وأتلتيكو مدريد ونادي إيفيان ونادي هورويا.

## وصلات خارجية
- سيكو كييتا سوزا على موقع قاعدة بيانات كرة القدم.إي يو (الإنجليزية)
- سيكو كييتا سوزا على موقع ناشيونال فوتبول تيمز (الإنجليزية)
- سيكو كييتا سوزا على موقع Soccerway.com (الإنجليزية)
- سيكو كييتا سوزا على موقع عالم كرة القدم.نت (الإنجليزية)
- سيكو كييتا سوزا على موقع AS.com (الإسبانية)
- سيكو كييتا سوزا على موقع GSA (الإنجليزية)